# Жаксылык (Костанайская область)
Жаксылык (каз. Жақсылық) — упразднённое село в Костанайском районе Костанайской области Казахстана. Входило в состав Половниковского сельского округа. Исключено из учётных данных в 2017 г.Код КАТО — 395457200.

## География
Находится примерно в 59 км к югу от центра города Костаная.

## Население
В 1999 году население села составляло 255 человек (126 мужчин и 129 женщин). По данным переписи 2009 года, в селе проживал 21 человек (10 мужчин и 11 женщин).